# Chamouille
Chamouille is een gemeente in het Franse departement Aisne (regio Hauts-de-France) en telt 243 inwoners (2004). De plaats maakt deel uit van het arrondissement Laon.

## Geografie
De oppervlakte van Chamouille bedraagt 3,3 km², de bevolkingsdichtheid is 73,6 inwoners per km².
In 2007 heeft het CenterParcs concern er een vakantiepark geopend; Le Lac d'Ailette.
De onderstaande kaart toont de ligging van Chamouille met de belangrijkste infrastructuur en aangrenzende gemeenten.

## Demografie
Onderstaande figuur toont het verloop van het inwonertal (bron: INSEE-tellingen).
Vanwege een beveiligingsprobleem met de MediaWiki Graph-software is het momenteel niet mogelijk deze grafiek weer te geven. Zodra de software is bijgewerkt zal de grafiek vanzelf weer zichtbaar worden.